# 北米の安全と繁栄のためのパートナーシップ
| Security and Prosperity Partnership of North America |
| ---------------------------------------------------- |
| 案内図:                                              |
| 加盟国: カナダ メキシコ アメリカ合衆国               |

北米の安全と繁栄のためのパートナーシップ（ほくべいのあんぜんとはんえいのためのパートナーシップ、SPP : Security and Prosperity Partnership of North America）とは、安全と経済の問題でより大きな協力を提供するための対話。2005年3月23日にテキサス州ウェーコーでカナダ首相ポール・マーティン、メキシコの大統領ビセンテ・フォックス・ケサーダ、およびアメリカ合衆国大統領ジョージ・W・ブッシュによって設立された。